# Scottsdale
Scottsdale é uma cidade localizada no parte oriental de Maricopa County, Arizona, Estados Unidos, e parte da Área de Grande Phoenix. Foi nomeada Scottsdale em 1894 em homenagem a seu fundador Windfield Scott, um capelão do exército americano aposentado. A cidade foi incorporada em 1951 com uma população de 2.000 habitantes. A população em 2019 foi estimada de ser 258,069. O slogan da cidade é "A cidade mais ocidental do oeste". 

## Geografia
De acordo com o United States Census Bureau, a cidade tem uma área de 477,7 km², dos quais 476,5 km² estão cobertos por terra e 1,2 km² por água.

### Clima
O clima de Scottsdale é árido. Os invernos são suaves e os verões são muito quentes. A temperatura mais baixa registada na cidade foi de −7,2 °C, em 20 de Fevereiro de 1955, e a temperatura mais elevada registada de sempre foi de 48,3 °C, em 23 de Junho de 1970 e 2 de Agosto de 1972.
| Mês                             | Jan  | Fev  | Mar  | Abr  | Mai  | Jun  | Jul  | Ago  | Set  | Out  | Nov  | Dez  |
| ------------------------------- | ---- | ---- | ---- | ---- | ---- | ---- | ---- | ---- | ---- | ---- | ---- | ---- |
| Temp. mais alta de sempre (°C)  | 30.6 | 33.3 | 37.2 | 40.6 | 44.4 | 48.3 | 47.8 | 48.3 | 45   | 42.2 | 35   | 29.4 |
| Temp. mais alta média (°C)      | 20   | 22.2 | 25   | 29.4 | 33.3 | 38.3 | 40   | 39.4 | 37.2 | 31.6 | 25   | 20   |
| Temp. mais baixa média (°C)     | 4.4  | 6.1  | 8.3  | 11.1 | 15.6 | 20   | 24.4 | 23.9 | 20.6 | 14.4 | 7.8  | 4.4  |
| Temp. mais baixa de sempre (°C) | -6.1 | -7.2 | -4.4 | -1.1 | 1.7  | 7.2  | 11.7 | 11.1 | 7.2  | -3.3 | -5   | -6.7 |
| Precipitação média (mm)         | 25.7 | 26.4 | 29.2 | 6.4  | 5.3  | 1.8  | 22.6 | 30.5 | 21.9 | 21.6 | 20.3 | 26.2 |
| Fonte: Weather.com              |      |      |      |      |      |      |      |      |      |      |      |      |

## Demografia
Segundo o censo nacional de 2010, a sua população é de 217 385 habitantes e sua densidade populacional é de 455,1 hab/km². É a sexta localidade mais populosa do Arizona. Possui 124 001 residências, que resulta em uma densidade de 260,3 residências/km².

## Marcos históricos
A relação a seguir lista as 11 entradas do Registro Nacional de Lugares Históricos em Scottsdale. O primeiro marco foi designado em 12 de fevereiro de 1974 e o mais recente em 24 de setembro de 2018. Aqueles marcados com ‡ também são um Marco Histórico Nacional.
- Frank Titus House
- George Ellis House
- Louise Lincoln Kerr House and Studio
- Our Lady of Perpetual Help Mission Church
- Petroglyph Site AZ U 1:165
- Roald Amundsen Pullman Private Railroad Car
- Scottsdale Grammar School
- Taliesin West‡
- Town and Country Scottsdale Residential Historic District
- Valley Field Riding and Polo Club
- Village Grove 1-6 Historic District

## Galeria de imagens

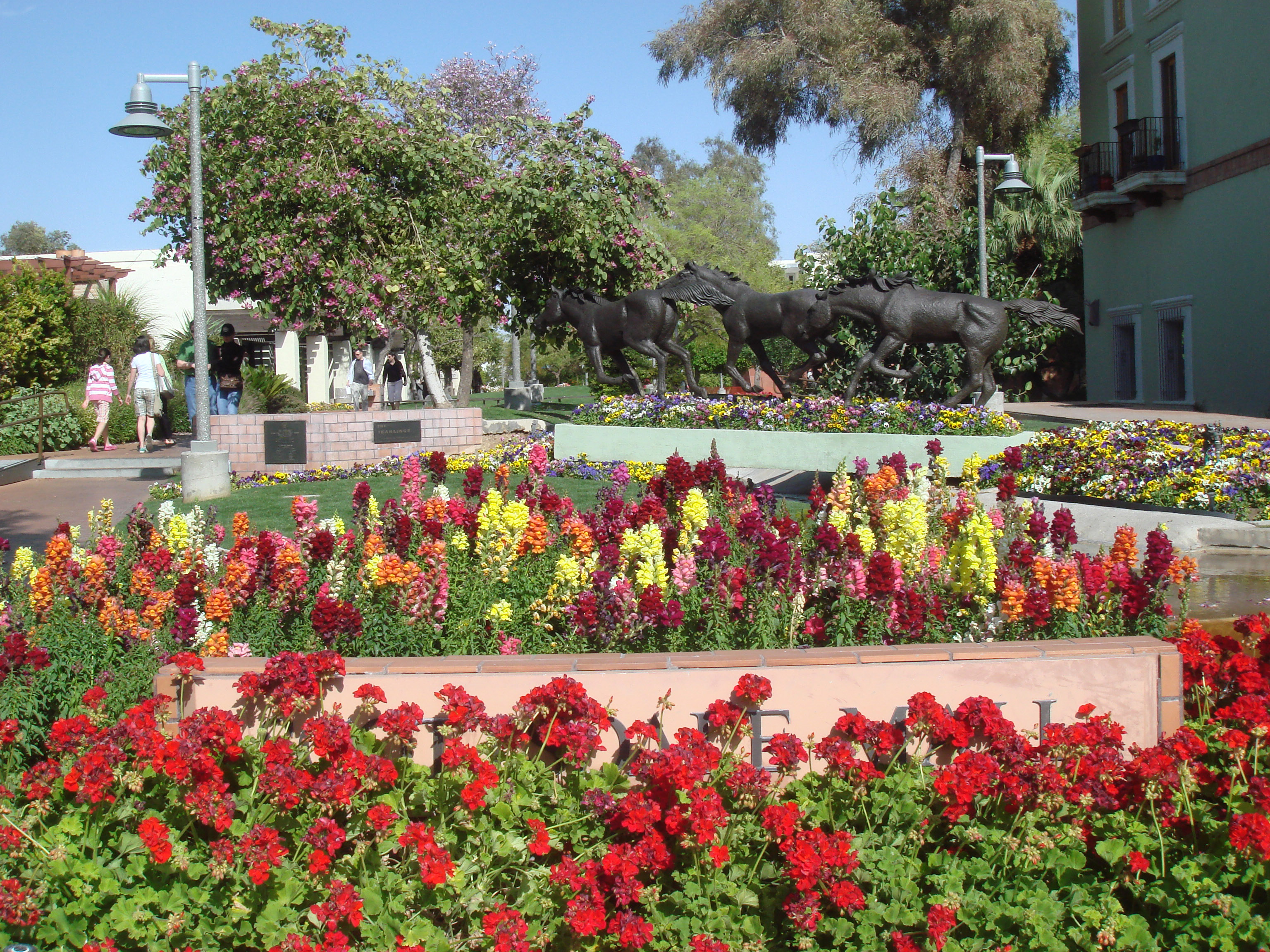
Old Town Scottsdale
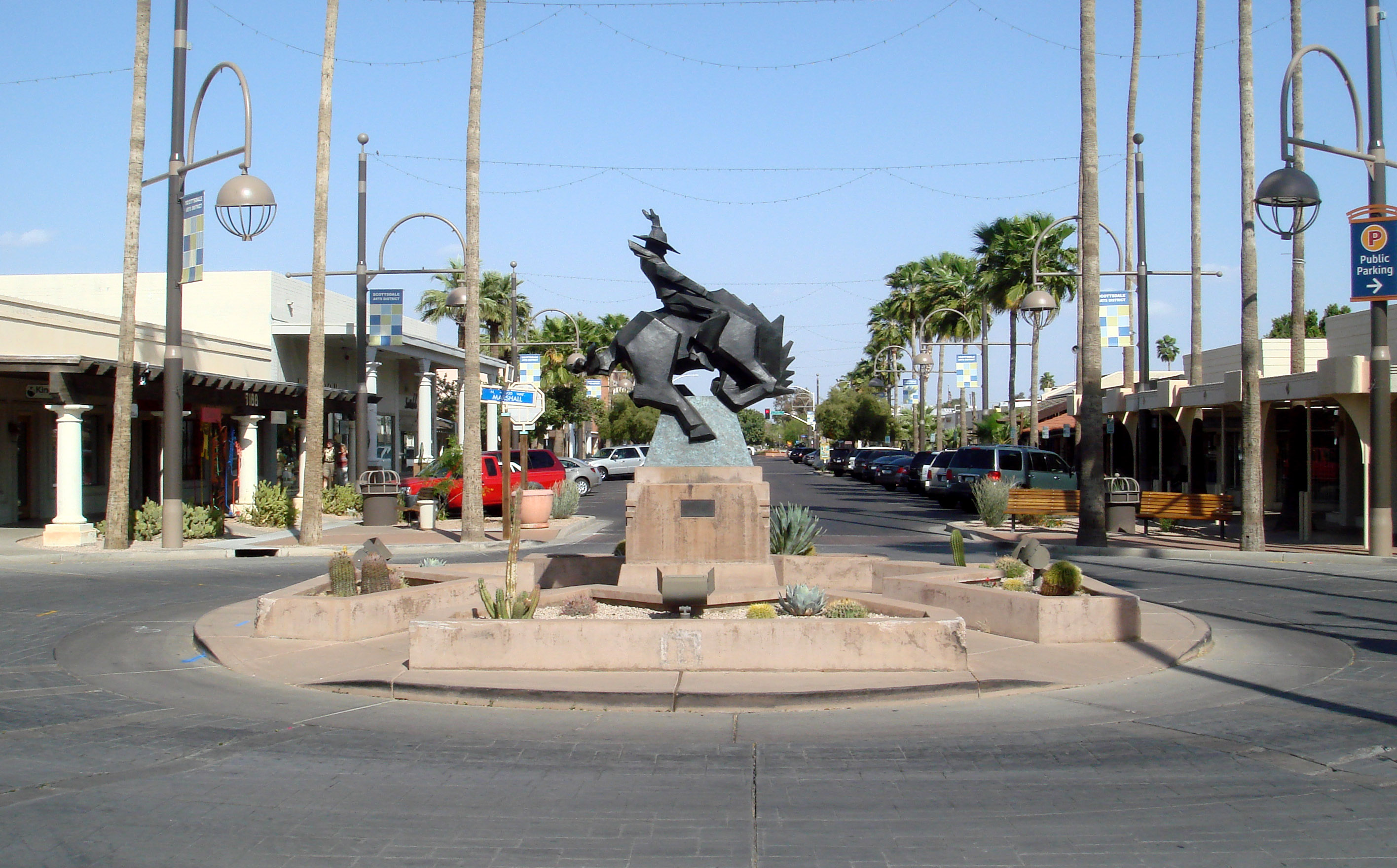
Scottsdale Arts District
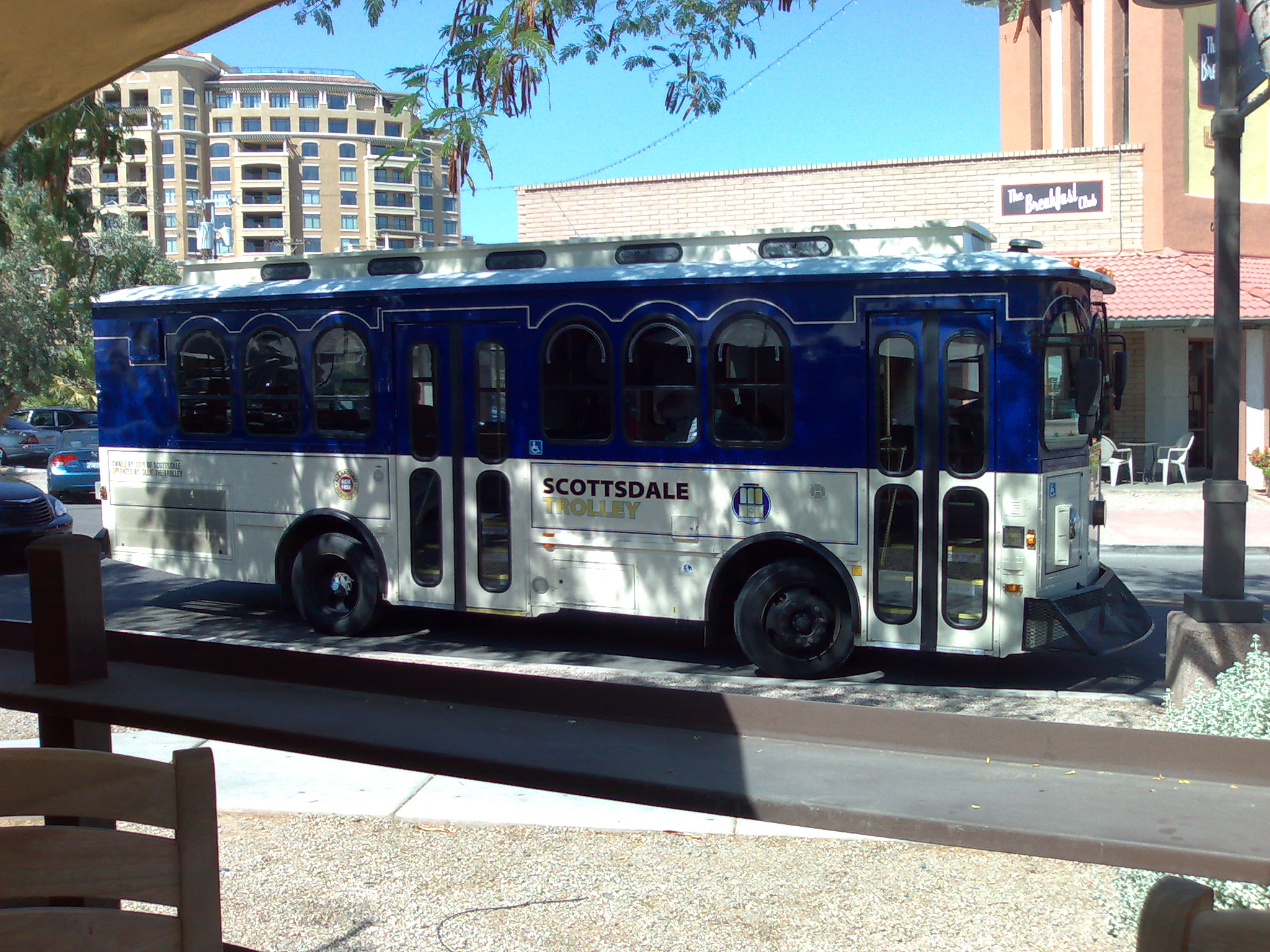
Autocarro em Scottsdale